# Beechcraft Denali
Le Beechcraft Denali, aussi appelé Model 220, est un avion d'affaires monomoteur à turbopropulseur de Beechcraft en développement.
Il devrait concurrencer principalement le Pilatus PC-12 à neuf passagers ainsi que les turbopropulseurs monomoteurs légèrement plus rapides et plus petits tels que l'Epic E1000, le Piper M700 Fury et le Daher-Socata TBM 900.

## Histoire

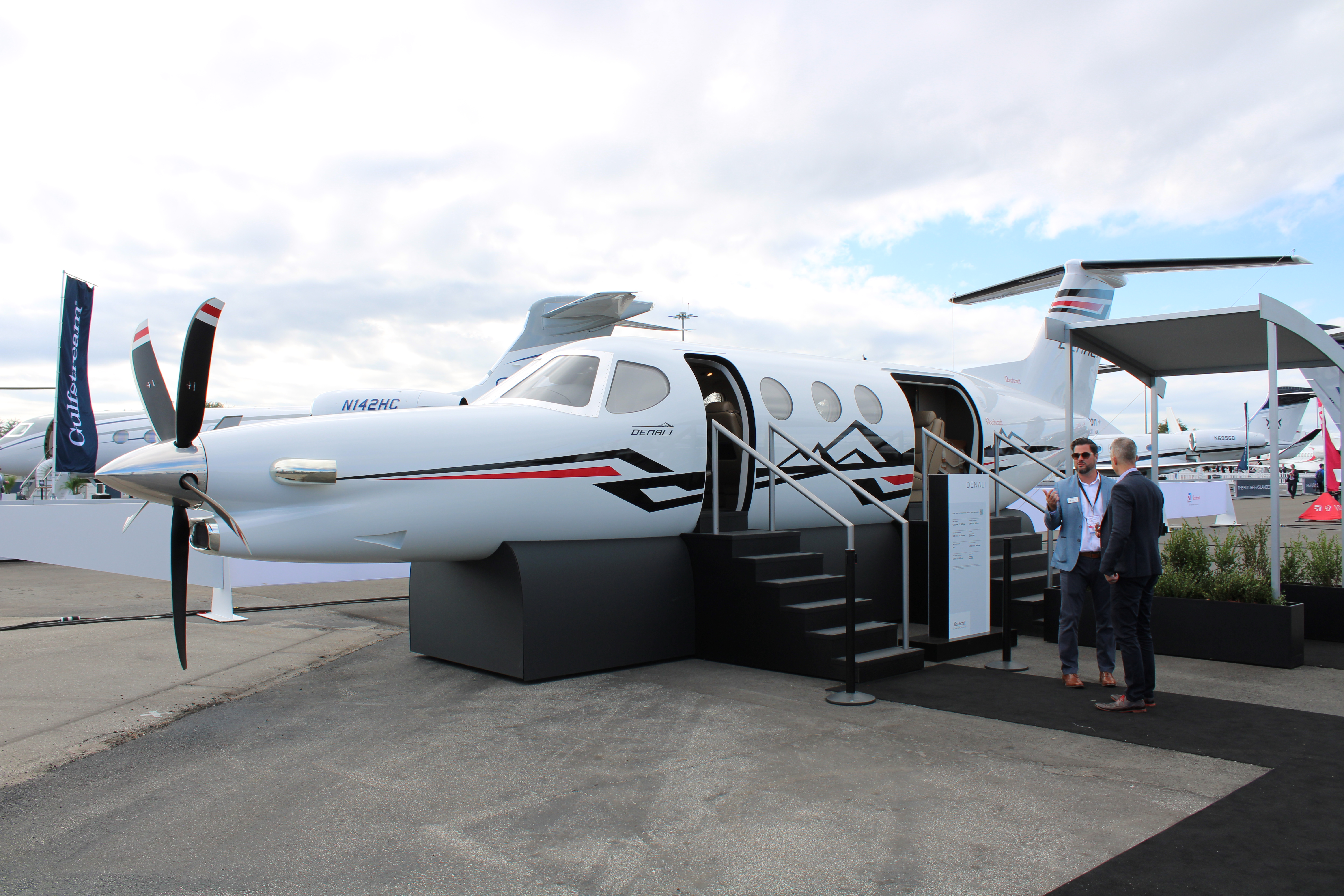
Maquette du fuselage du Denali en 2022

Le Denali a été présenté au Meeting aérien d'Oshkosh en 2016 sous le nom de Textron SETP (Single-Engine TurboProp). Le projet est renommé Cessna Denali puis Beechcraft Denali.
Le Denali est un avion monomoteur de 8 à 11 places disposant d'une grande porte cargo (150×135 cm). Il est équipé du moteur GE Aerospace Catalyst 1300-CS1A de 1 300 ch (969 kW) piloté par un FADEC, d'une hélice McCauley C1106 à 5 pales et du Garmin G3000 avec une automanette et l'autoland d'urgence.
Le premier vol a eu lieu le 23 novembre 2021. Un second Denali rejoint le programme d'essais en vol le 16 juin 2022 suivi d'un troisième Denali en septembre 2022.
La certification, initialement prévue pour 2024, est retardée par la certification du nouveau moteur General Electric Catalyst. Le moteur est finalement certifié par la FAA en 2025. La certification du Denali est maintenant prévue pour 2026.